# Campeonato Mundial de Esqui Alpino de 1958
O Campeonato Mundial de Esqui Alpino de 1958 foi a 16º edição do evento, foi realizado em Bad Gastein na Áustria, em 1-9 de fevereiro de 1958.

## Resultados

### Masculino
| Evento         | Ouro                     | Prata                    | Bronze                                              |
| -------------- | ------------------------ | ------------------------ | --------------------------------------------------- |
| Downhill       | Toni Sailer · Áustria ·  | Roger Staub · Suíça ·    | Jean Vuarnet · França ·                             |
| Slalon         | Josef Rieder · Áustria · | Toni Sailer · Áustria ·  | Chiharu Igaya · Japão ·                             |
| Slalon gigante | Toni Sailer · Áustria ·  | Josef Rieder · Áustria · | François Bonlieu · França / · Roger Staub · Suíça · |
| Combinado      | Toni Sailer · Áustria ·  | Josef Rieder · Áustria · | Roger Staub · Suíça ·                               |

### Feminino
| Evento         | Ouro                          | Prata                           | Bronze                     |
| -------------- | ----------------------------- | ------------------------------- | -------------------------- |
| Downhill       | Lucile Wheeler · Canadá ·     | Frieda Dänzer · Suíça ·         | Carla Marchelli · Itália · |
| Slalon         | Inger Bjørnbakken · Noruega · | Putzi Frandl · Áustria ·        | Annemarie Wasser · Suíça · |
| Slalon gigante | Lucile Wheeler · Canadá ·     | Sally Deaver · Estados Unidos · | Frieda Dänzer · Suíça ·    |
| Combinado      | Frieda Dänzer · Suíça ·       | Lucille Wheeler · Canadá ·      | Putzi Frandl · Áustria ·   |

## Quadro de Medalhas
| Pos            | Ouro | Prata | Bronze |    |
| -------------- | ---- | ----- | ------ | -- |
| Áustria        | 4    | 4     | 1      | 9  |
| Canadá         | 2    | 1     | 0      | 3  |
| Suíça          | 1    | 2     | 4      | 7  |
| Noruega        | 1    | 0     | 0      | 1  |
| Estados Unidos | 0    | 1     | 0      | 1  |
| França         | 0    | 0     | 2      | 2  |
| Itália         | 0    | 0     | 1      | 1  |
| Japão          | 0    | 0     | 1      | 1  |
| TOTAL          | 8    | 8     | 9      | 25 |